# Mihrakan
Els Mihrakan (segons la tradició persa, però habitualment anomenats Mihrànides) foren una família iraniana que va governar a algunes regions del Caucas entre el 330 i el 821. Reclamaven un origen sassànida però més probablement eren d'origen part. El seu epònim fou Mihr o Mihran, un suposat parent de la casa reial sassànida (del rei Vararanes Chobin), però més probablement era un membre de la casa de Mihran una de les set gran cases nobiliàries de Pèrsia sota els parts, branques de la qual també van governar al regne d'Ibèria (dinastia anomenada Cosròida) i a la Gogarene o Gugark.

## Història
El fundador, Mihr, es va establir a la regió de Gardman a Utik. Un dels seus besnets va convidar a la família armènia que governava la regió, els aranshahíkides (Eṙanšahiks) a un banquet i els va matar a traïció a tots excepte a un, Zarmihr Aranshahik, que estava emparentat amb ells.; llavors van agafar el títol de reis d'Aghuània o Albania del Caucas (en persa Arranshahs) dominant a Gardman, Phaitakaran, Utik i Artsakh. La dinastia, inicialment mazdaista, es creu que es va convertir al cristianisme al segle vii.
Al segle vii van destacar Varaz Grigor, el seu fill Javanshir i Varaz Terdat I. Al següent segle van perdre part del poder, sent un més dels prínceps d'Albània però conservant el títol. El darrer rei Varaz Terdat II fou derrotat i mort per Nerseh, fill de Felip de Siunia Oriental (821/822), a Morgog i mort el fill Esteve II la successió va recaure en la filla Spram, casada amb Aternerseh de Gelarquniq i després de Katchen (828/829). El pare d'Aternerseh, Isaac Simbacià, possible descendent dels aranshahíkides, que reclamava Gardman i Aghuània, s'hauria valgut de la seva suposada descendència de l'antiga dinastia per legitimar al seu fill com a Arranshah (Rei d'Aghuània), però en realitat seria realment un siuníkida o un bagràtida. Fou Sahl qui de fet va governar bona part d'Aghuània.

## Mihrànides de Gogarene
- Peroz (330-361)
- Desconegut (361-394)
- Bakur I (394-400)
- Arshusha I (400-430)
- Bakur II (430-455)
- Arshusha II (455-470)
- Varsken (470-482)
- Arshusha III (482-540)
- Arshusha IV (540-608)
- Bahram-Arshusha V (608-627)
- Desconeguts (627-???)
- Arshusha VI (???-748)

## Mihrànides de Gardman
- Peroz (330-361)
- Khurs (361-430)
- Barzabod (430-440)
- Varaz-Bakur (440-450)
- Mihr (450-480)
- Armayel (480-510)
- Vard I (510-540)
- Vardan I (540-570)
- Vard II (570-600)
- Varaz Grigor (600-628)

## Mihrànides de Gardman i de l'Aghuània
- Varaz Grigor (628-636)
- Varaz Peroz (636-642)
- Javanshir el Gran (642-680)
- Varaz Terdat I (680-699)
- Shiruye (699-704, usurpador)
- Varaz Terdat I (704-710)
- Vardan II (710-740)
- Narseh Dzndak (740-770)
- Gagik (770-790)
- Stephanos I (790-8??)
- Varaz Terdat II (8??-821)
- Stepanos II (821-822)
- Princesa Spram 822